# Dani Martínez
Daniel Martínez Villadangos, conegut simplement com a Dani Martínez   (Hospital de Lleó, 25 de desembre de 1982), és un presentador de televisió, actor, imitador i humorista espanyol.

## Trajectòria
Va estudiar en el col·legi Pares Agustins de Lleó. Té un germà, Ignacio Martínez, que treballa com càmera en televisió. Des de molt petit va destacar pels seus dots per a la interpretació i sobretot per a la imitació (va començar amb una cartera de cinquanta veus i ara se li coneixen més de dues-centes). Va ser gràcies al programa Cita con Pilar a Radio Nacional de España on Dani Martínez va tenir la seva primera oportunitat de debutar en els mitjans a nivell nacional; abans havia passat per Onda Cero Lleó, TV León i ràdios universitàries.
Després de la seva primera etapa en RNE de la mà de Pilar Socorro, va arribar a la televisió: programes com Un, dos, tres... a leer esta vez (La 1), Un domingo cualquiera (La 1), Ruffus y Navarro (La 1), 'El Show de Cándido' (La Sexta) i SMS (La Sexta) on va demostrar que a més d'imitador és un còmic amb dots interpretatius molt destacades. Encara amb tots aquests programes de televisió mai va abandonar la ràdio i va col·laborar a 'El Ombligo de la Luna Fin de Semana' i Vive la noche ambdós a RNE.
Durant la primera part de 2007 col·laborà a Buenafuentei al costat d'Eva González a Fenómenos, ambdós a La Sexta. Al setembre d'aquest mateix any va començar a presentar el magazín d'Antena 3 A 3 bandas, al costat de Jaime Cantizano i María Patiño. Tres meses després va abandonar el programa per incorporar-se a l'equip de Réplica, un programa on va formar tàndem amb l'imitador Carlos Latre pel prime time de Telecinco. El setembre de 2008 arribà a Cuatro amb el programa Estas no son las noticias i novament a RNE a En días como hoy amb La Mirada Cítrica, al costat de Roberto López Herrero i Mónica Chaparro.
Durant 2009 va intervenir al programa de La 1 ¿Y ahora qué?, amb Florentino Fernández i Josema Yuste, i va continuar La Mirada Cítrica, als matins de RNE. Una de les seves col·laboracions més sonades durant aquest any va ser en el programa Salvados (La Sexta) al costat del Follonero, on intentaren colar-se al programa DEC imitant alguns dels seus personatges.
En 2010 va fitxar com a col·laborador del programa de Cuatro Tonterías las justas per presentar el programa amb Florentino Fernández i Anna Simon, a més de fer algunes seccions com 'La Flecha' i presentar les populars "gambas". En aquest mateix any va presentar la Gala Ondas 2010 al costat de Florentino Fernández i Anna Simon. També participà en el serial per Internet Te ríes de los nervios al costat de Dani Rovira, David Broncano i Quequé. El 8 d'agost s'estrena el seu nou programa, Otra movida, amb Florentino Fernández, Anna Simon, Cristina Pedroche i Raúl Gómez a Neox. El programa es va mantenir en antena fins a la seva cancel·lació el 29 de juny de 2012.
El juliol de 2011 va recollir l'Antena de Plata i el 10 de setembre del mateix any va començar com a col·laborador a Tiempo de juego de la Cadena COPE. Actuà en la seva pròpia gira, anomenada Rechace imitaciones, que va acabar el 26 de juny de 2012. A l'agost d'aquest any van aparèixer els primers espots de Guasap!, el seu nou programa de Quatre, que finalment es va cancel·lar, al novembre, sense encara haver estat estrenat.
El gener de 2013 es va emetre en Cuatro el programa Desafío extremo on Jesús Calleja l'havia portat a descobrir la Sima de los Huesos, a Atapuerca. El 28 de gener d'aquest any va anunciar a través de la xarxa social Twitter que s'incorporava com a personatge fix a la penúltima temporada d' Aída donant vida a Simón, el germà de Paz. La seva incorporació a aquesta sèrie va tenir lloc l'1 de desembre de 2013, amb un 18,6% d'audiència i 2.739.000 espectadors. Al febrer de 2013 va començar el seu gira per tot Espanya amb l'espectacle ¡Martínez... que no eres bueno!.
En juny de 2014 anuncia la gira #vuelvenNOvuelven juntament amb el seu company Florentino Fernández, que comença el 6 de desembre de 2014 a Vigo i acaba el 28 de març de 2015 en un xou especial en el Palau dels Esports de la Comunitat de Madrid. L'agost de 2014, s'anuncia el seu fitxatge per la segona temporada de la sèrie Chiringuito de Pepe de la cadena Telecinco.
Des del 19 de març de 2015 i agost de 2015 va presentar a Cuatro el programa Sopa de gansos al costat de Florentino Fernández.
L'1 de setembre de 2015, anuncia via Twitter al costat de Flo que faran una segona gira de #vuelvenNOvuelven en la qual visitaran altres onze ciutats entre les quals es troben València, La Corunya i Barcelona, entre d'altres.
A l'estiu de 2016, Flo i ell anuncien de nou una tercera i última gira de #vuelvenNOvuelven a causa del seu gran èxit i acolliment. Aquesta vegada les ciutats triades són vuit de les quals només repeteix Madrid.
Al setembre de 2016 comença un nou espai en Cope al costat de Jorge Hevia anomenat "Lo mejor de Tiempo de Juego".
A partir de març de 2017, es va posar al capdavant del programa Dani & Flo al costat de Florentino Fernández a Cuatro. Aquest programa finalitzaria a principis de 2018.
El juliol de 2018, anuncia a través de les xarxes socials que a partir de tardor d'aquest mateix any donaria principi a una nova gira de teatres anomenada "¡Ya lo digo yo!" en la qual destacaria la improvisació amb el públic assistent.
L'agost de 2018 es posa al comandament d'un nou programa a Cuatro anomenat El concurso del año.
Al setembre de 2019, s'estrena la nova edició de Got Talent España, en la qual Dani Martínez forma part com jurat al costat de Paz Padilla, Risto Mejide i Edurne.

## Filmografia

### Teatre
| Any             | Obra                           | Mitjà  | Notes    |
| --------------- | ------------------------------ | ------ | -------- |
| 2010-2011       | Te ríes de los nervios         | Teatre | Monòlegs |
| 2011-2012       | Rechace imitaciones            | Teatre | Monòlegs |
| 2013-2014       | ¡Martínez...que no eres bueno! | Teatre | Monòlegs |
| 2014-2016       | #VuelvenNOVuelven              | Teatre | Monòlegs |
| 2018-actualitat | ¡Ya lo digo yo!                | Teatre | Monòlegs |

### Cinema
| Anyo | Pel·lícula                            | Notes          |
| ---- | ------------------------------------- | -------------- |
| 2012 | Hotel Transylvania                    | Jonathan (Veu) |
| 2015 | El gurú de las bodas                  | Doug (Veu)     |
| 2015 | Hotel Transylvania 2                  | Jonathan (Veu) |
| 2018 | Hotel Transylvania 3: Summer Vacation | Jonathan (Veu) |

### Sèries
| Any         | Sèrie               | Canal     | Personatge         | Notes       |
| ----------- | ------------------- | --------- | ------------------ | ----------- |
| 2006        | SMS                 | La Sexta  | Daniel             | 2 episodis  |
| 2009        | Muchachada Nui      | La 2      | Juan José Millás   | 1 episodi   |
| 2010        | Pelotas             | La 1      | Dani               | 1 episodi   |
| 2013 - 2014 | Aída                | Telecinco | Simón Bermejo      | 28 episodis |
| 2015        | Retorno a Lilifor   | Neox      | Rey Juan Carlos I  | 1 episodi   |
| 2016        | Chiringuito de Pepe | Telecinco | David "Kalifornia" | 15 episodis |

### Ràdio
| Any             | Programa                            | Canal              | Notes       |
| --------------- | ----------------------------------- | ------------------ | ----------- |
| 2005            | Cita con Pilar                      | RNE                | Varietats   |
| 2006            | El Ombligo de la Luna Fin de Semana | RNE                | Varis       |
| 2007            | Vive la noche                       | RNE                | Varis       |
| 2008-2010       | En días como hoy                    | RNE                | Varis       |
| 2011-actualidad | Tiempo de juego                     | Cadena Cope        | Varis       |
| 2011-2012       | La parroquia del monaguillo         | Onda Cero          | Invitat     |
| 2013            | Yu: No te pierdas nada              | Los 40 Principales | Invitat     |
| 2019            | La verbena                          | Cadena 100         | Presentador |

### Videoclips
| Any  | Artista | Cançó           | Notes |
| ---- | ------- | --------------- | ----- |
| 2011 | Edurne  | Oigo mi corazón | Actor |

### Programes de televisió
| Any             | Programa                                      | Canal     | Notes          |
| --------------- | --------------------------------------------- | --------- | -------------- |
| 2004            | Un, dos, tres... a leer esta vez              | La 1      | Còmic          |
| 2004            | Un domingo cualquiera                         | La 1      | Còmic          |
| 2005            | Ruffus y Navarro                              | La 1      | Còmic          |
| 2006            | El show de Cándido                            | La Sexta  | Còmic          |
| 2007            | Que no surti d'aquí                           | 8tv       | Monologuista   |
| 2007            | Buenafuente                                   | Antena 3  | Còmic          |
| 2007            | Fenómenos                                     | La Sexta  | Còmic          |
| 2007            | A 3 bandas                                    | Antena 3  | Còmic          |
| 2007            | Réplica                                       | Telecinco | Imitador       |
| 2008 - 2009     | Estas no son las noticias                     | Cuatro    | Còmic          |
| 2009            | ¿Y ahora qué?                                 | La 1      | Còmic          |
| 2009            | Salvados                                      | La Sexta  | Reportero      |
| 2010            | Gala Premis Ondas                             | Cuatro    | Presentador    |
| 2010 - 2011     | Tonterías las justas                          | Cuatro    | Co-presentador |
| 2011 - 2012     | Otra movida                                   | Neox      | Co-presentador |
| 2012            | Guasap! (cancel·lat abans de la seva emissió) | Cuatro    | Presentador    |
| 2014 - 2016     | El club de la comedia                         | laSexta   | Monologuista   |
| 2015            | Sopa de gansos                                | Cuatro    | Presentador    |
| 2017 - 2018     | Dani&Flo                                      | Cuatro    | Presentador    |
| 2018 - presente | El concurso del Año                           | Cuatro    | Presentador    |
| 2019 - presente | Got Talent España                             | Telecinco | Jurat          |

#### Com a invitat
| Any         | Programa                    | Canal         | Notes          |
| ----------- | --------------------------- | ------------- | -------------- |
| 2010        | NBA+                        | Canal+        | Invitat        |
| 2011        | Ilustres ignorantes         | Canal+        | Invitat        |
| 2011        | Tienes 1 minuto             | Cuatro        | Invitat        |
| 2011        | Sé lo que hicisteis...      | La Sexta      | Vídeo missatge |
| 2011        | Punto pelota                | Intereconomía | Invitat        |
| 2011        | Espejo público              | Antena 3      | Invitat        |
| 2012        | Futboleros                  | Marca TV      | Invitat        |
| 2012        | Y el mundo cambió           | Discovery Max | Invitat        |
| 2013        | Desafío extremo             | Cuatro        | Invitat        |
| 2013        | Tiki-Taka                   | Cuatro        | Invitat        |
| 2013        | 22 minutos con Julius       | Canal Cocina  | Invitat        |
| 2013 - 2017 | Pasapalabra                 | Telecinco     | Invitat        |
| 2014        | Deja sitio para el postre   | Cuatro        | Invitat        |
| 2014        | Hable con ellas             | Telecinco     | Invitat        |
| 2014        | Todo va bien                | Cuatro        | Invitat        |
| 2015        | Land Rober                  | TV Galicia    | Invitat        |
| 2017        | Mi casa es la tuya          | Cuatro        | Invitat        |
| 2017        | First Dates                 | Cuatro        | Invitat        |
| 2017 - 2018 | Viva la vida                | Telecinco     | Invitat        |
| 2019        | Adivina qué hago esta noche | Cuatro        | Invitat        |

### Sèries Web
| Any  | Títol                             | Web       | Notes |
| ---- | --------------------------------- | --------- | ----- |
| 2010 | Te ríes de los nervios            |           | Sèrie |
| 2011 | Need for Speed: Tontaco el último | Papanatos | Sèrie |
| 2014 | Basket lover                      | Endesa    | Sèrie |

### Anuncis
| Any  | Anunci                        |
| ---- | ----------------------------- |
| 2012 | "Algo muy gordo llega a Neox" |
| 2014 | Anunci Endesa                 |
| 2015 | Anunci televisors LG          |